# 马原 (政治人物)
马原（1930年6月—2025年5月16日），女，辽宁新民人，中华人民共和国政治人物，1951年1月参加工作，1953年10月加入中国共产党。曾任最高人民法院副院长，中国法官协会常务副会长、中国女法官协会会长，全国妇联常委，中共十三大、十四大代表。